# Teatro Serrano
El teatro Serrano se encuentra ubicado en el paseo de las Germanías número 29 de Gandía (Valencia), España.

## Edificio
Es el teatro de mayor aforo de la ciudad de Gandía. El teatro fue construido en el mismo solar que ocupaba el antiguo Teatro Circo de Gandía que fue construido a principios del siglo XX. En 1913 pasó a denominarse Teatro Serrano, en honor del músico valenciano José Serrano, autor del himno valenciano.
De estilo modernista valenciano tardío destaca en la fachada los balcones en piedra con decoración de tipo geométrico, los azulejos y el remate de la fachada con pináculos y barandillas en forja de hierro con ornamentación floral. Consta de planta baja y una altura.
En 1995 el teatro cerró y el edificio pasó a ser propiedad del ayuntamiento de Gandía que lo rehabilitó adaptándolo a las necesidades escénicas del momento. Fue reinaugurado el 27 de marzo de 2006. Actualmente su programación incluye espectáculos de teatro, música, danza y cine.
El Ayuntamiento optó por la empresa Infinity Eventos y Producciones para gestionarlo de forma privada desde septiembre de 2013 hasta octubre de 2017, actualmente la gestión vuelve a ser gestión municipal. La citada empresa consiguió hacer una programación estable y de calidad en medio de una fuerte crisis económica, llegando a superar la cifra de 150 actividades anuales.